# Реформа орфографии португальского языка (1911)
Реформа орфографии португальского языка 1911 года стала первой инициативой по нормализации и упрощению португальского правописания в Португалии. Реформа заметно изменила правописание и серьёзно повлияла на все дальнейшие реформы и соглашения.

## История

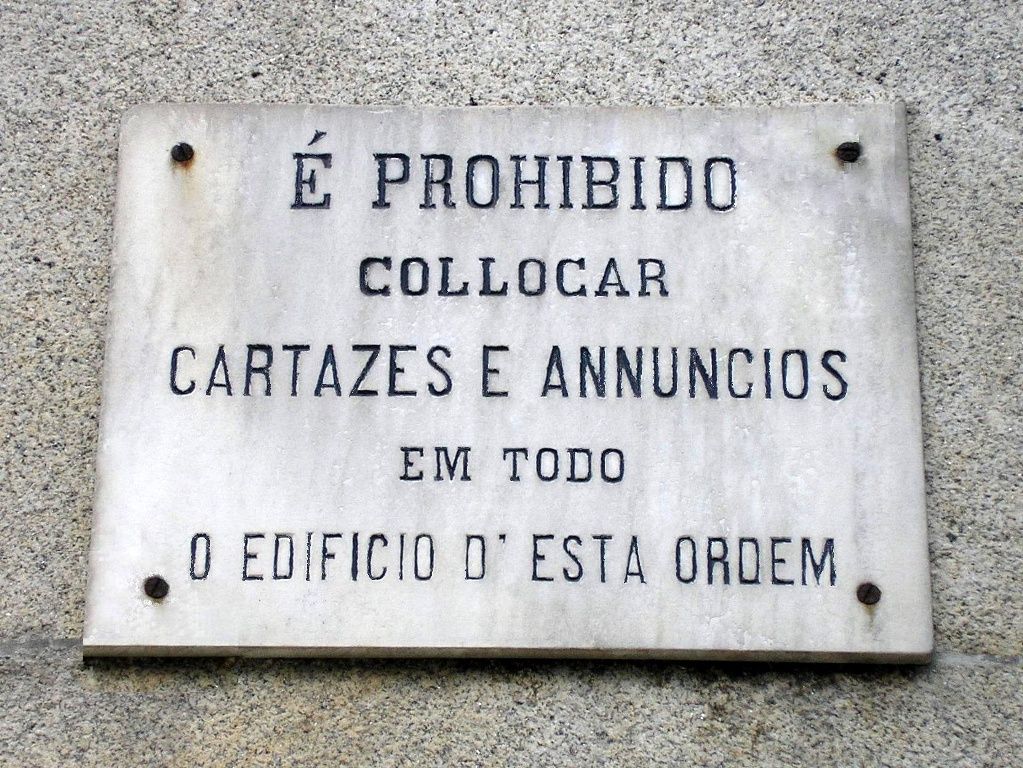
«É prohibido collocar cartazes e annuncios em todo o edificio d’esta ordem» («É proibido colocar cartazes e anúncios em todo o edifício desta ordem») —
дореформенная табличка на стене Церковь Карму в Порту

До начала XX века как в Португалии, так и в Бразилии правописание слов было основано на их латинской и греческой этимологии — phosphoro (сейчас fósforo), lyrio (lírio), orthographia (ortografia), exhausto (exausto), estylo (estilo), prompto (pronto), diphthongo (ditongo), psalmo (salmo) и так далее.
Время от времени разные учёные выступали с предложениями по упрощению написания, но без особого успеха. Среди этих предложений были и «Основы португальской орфографии» («Bases da Ortografia Portuguesa») 1885 года, авторства Анисету душ Рейш Гонсалвеш Вианы и Гильерме де Вашконселуш Абреу.
Сразу после провозглашения республики в Португалии, 5 октября 1910 года, новое правительство, заинтересованное в развитии образования и борьбе с неграмотностью, создало комиссию — состоявшую из Гонсалвеш Вианы, Каролины Микаэлиш де Вашконселуш, Кандиду де Фигейреду, Адолфу Коэлью, Лейте де Вашконселуш и других — чтобы разработать упрощённое правописание для использования в официальной печати и в учёбе. Основы Орфографической реформы, во многом вдохновлённой предложениями 1885 года, были утверждены 1 сентября 1911 года, с установленным переходным периодом в три года.
Хотя в Бразилии уже долгое время существовало течение «фонетиков», которые бились за упрощение орфографии, неучастие бразильцев в реформе привело к обратному эффекту, усилив традиционалистов и оставив страны с совершенно разными орфографиями: Португалию — с реформированной, а Бразилию — со старой, основанной на этимологии.
Первые межакадемические попытки согласованно перейти на новую орфографию в Португалии и в Бразилии окончились неудачно. Тем не менее Лиссабонская академия наук и Бразильская академия литературы продолжали совместную работу и 30 апреля 1931 года подписали первое португало-бразильское орфографическое соглашение о правописании, практически полностью принимавшее изменения 1911 года. Начался длительный процесс сближения правописаний в двух странах, который продолжается и поныне.

## Основные различия
Данная реформа стала второй в истории португальского языка и лишь первой значимой, крупной. Впервые с XIII века изменились принципы написания и чтения ряда слов и буквосочетаний.
Основными изменениями были:
- Замена всех диграфов греческого происхождения единичными буквами: th (заменено на t), ph (заменено на f), ch (с произношением [k], заменено на c или qu в зависимости от контекста) и rh (заменено на r или rr в зависимости от произношения);
- Исключение буквы y (заменена на i);
- Замена удвоенных согласных единичными, за исключением медиалей rr и ss латинского происхождения, которые имеют особое прочтение в португальском языке;
- Исключение некоторых беззвучных согласных на конце слогов, не влияющих на чтение;
- Введение ряда графических акцентов, в первую очередь, в словах с ударениями на третий с конца слог.

## Протесты
Принятие новой орфографии встретило сопротивление и в Португалии, но основная полемика развернулась в Бразилии. Некоторые лингвисты защищали этимологические принципы орфографии в противовес чисто фонетическим, утверждая, что реформа разорвёт связь между носителями языка и письменным наследием предков. Другие сопротивлялись изменениям из страха незнания новых правил, либо по эмоциональной или интеллектуальной привязанности к старому письму. Эти чувства отражены во фрагменте Александра Фонтиса, написанном накануне реформы в 1911 году (орфография автора):

Представьте себе слово phase, записанное так: fase. Это похоже не на слово, а на скелет (…) Больно даже думать, что нам придётся так писать!
Оригинальный текст (порт.)Imaginem esta palavra phase, escripta assim: fase. Não nos parece uma palavra, parece-nos um esqueleto (…) Affligimo-nos extraordinariamente, quando pensamos que haveriamos de ser obrigados a escrever assim!
И Тейшейра де Пашкоайш:

В слове lagryma, (…) форма y подобна слезе; установлена (…) гармония между графическим или пластическим выражением и выражением психологическим; заменить y на i значит оскорбить правила Эстетики. В слове abysmo, именно форма y передает глубину, темноту, загадочность… Записать его через латинскую i значит закрыть бездну, превратить ее в банальную поверхность.
Оригинальный текст (порт.)Na palavra lagryma, (…) a forma da y é lacrymal; estabelece (…) a harmonia entre a sua expressão graphica ou plastica e a sua expressão psychologica; substituindo-lhe o y pelo i é offender as regras da Esthetica. Na palavra abysmo, é a forma do y que lhe dá profundidade, escuridão, mysterio… Escrevel-a com i latino é fechar a boca do abysmo, é transformal-o numa superficie banal.